# لانغالو (أنغلزي)
لانغالو (بالإنجليزية: Llangallo)‏ هي منطقة سكنية تقع في ويلز في أنغلزي.